# Le Figaro Patrimoine
Pour les articles homonymes, voir Figaro (homonymie).
Le Figaro Patrimoine est un guide d'environ 60 pages créé en septembre 1994[réf. souhaitée] en supplément du quotidien Le Figaro. Chaque mois, le patrimoine, la culture et les monuments sont à l'honneur.

## Historique

### Identité visuelle (logo)

Logo de 1994 à 2005
Logo depuis 2005

## Annexe